# Campeonato Sul-Americano de Futebol Sub-17 de 2009
O Campeonato Sul-Americano de Futebol Sub-17 de 2009 foi a 13ª edição da competição organizada pela Confederação Sul-Americana de Futebol (CONMEBOL) para jogadores com até 17 anos de idade. Teve o Chile como país-sede e foi realizado entre 17 de abril e 9 de maio de 2009. O torneio garantiu 4 vagas para o Campeonato Mundial de Futebol Sub-17 de 2009 na Nigéria.

## Formato
Para esta edição houve uma nova alteração na disputa da fase final. Os dois primeiros colocados de cada grupo garantiram a classificação direta para o mundial e definiram o título em um jogo único entre si. As equipes que finalizaram em segundo e terceiro lugar na primeira fase jogaram um quadrangular final para definir as vagas restantes no mundial.

## Equipes participantes
As dez seleções nacionais foram divididas em 2 grupos de 5 equipes cada:
| Grupo A - Brasil - Paraguai - Bolívia - Colômbia - Peru | Grupo B - Argentina - Venezuela - Chile - Uruguai - Equador |

## Sedes
O torneio foi disputado integralmente no Estádio Tierra de Campeones em Iquique, que possui capacidade para 12 000 espectadores. Originalmente, a Federação de Futebol do Chile também selecionou o Estádio Juan Pablo II de Alto Hospicio, mas este apresentou atraso nas obras de adaptação para o torneio e se retirou por falta de recursos econômicos.
| Iquique                     |
| --------------------------- |
| Estádio Tierra de Campeones |
| Capacidade: 12 000          |
| Estádio Tierra de Campeones |

## Árbitros
A Comissão de Árbitros da CONMEBOL selecionou dez árbitros e dez assistentes para o torneio.
| Árbitros              | Assistentes          |
| --------------------- | -------------------- |
| ARG Diego Abal        | ARG Roberto Reta     |
| BOL Joaquín Antequera | BOL César Nistahuz   |
| BRA Evandro Roman     | BRA Dilbert Pedrosa  |
| CHI Jorge Osório      | CHI Sergio Román     |
| COL Francisco Peñuela | COL Humberto Clavijo |

| Árbitros                 | Assistentes           |
| ------------------------ | --------------------- |
| ECU Daniel Salazar       | ECU Byron Romero      |
| PAR Carlos Galeano       | PAR Rodney Aquino     |
| PER Víctor Hugo Carrillo | PER Jonny Bossio      |
| URU Darío Ubriaco        | URU William Casavieja |
| VEN Giovanni Pierluzo    | VEN Plácido Chuello   |

## Primeira fase
Todas as partidas estão no fuso horário do Chile (UTC-4).

### Grupo A
| Pos. | Seleção  | Pts | J | V | E | D | GP | GC | SG |
| ---- | -------- | --- | - | - | - | - | -- | -- | -- |
| 1    | Brasil   | 9   | 4 | 3 | 0 | 1 | 10 | 2  | +8 |
| 2    | Colômbia | 8   | 4 | 2 | 2 | 0 | 6  | 3  | +3 |
| 3    | Bolívia  | 4   | 4 | 1 | 1 | 2 | 3  | 6  | -3 |
| 4    | Paraguai | 4   | 4 | 1 | 1 | 2 | 3  | 7  | -4 |
| 5    | Peru     | 3   | 4 | 1 | 0 | 3 | 4  | 8  | -4 |

| 17 de abril | Paraguai | 0 – 4     | Brasil                                                        | Estádio Tierra de Campeones, Iquique |
| 19:00       |          | Relatório | Carlão 12' · Zezinho 30' · Coutinho 45' (pen) · Felipinho 90' | Árbitro: ARG Diego Abal              |

| 17 de abril | Bolívia     | 1 – 1     | Colômbia   | Estádio Tierra de Campeones, Iquique |
| 22:00       | Mendoza 74' | Relatório | Cardona 1' | Árbitro: ECU Daniel Salazar          |

| 20 de abril | Brasil                                           | 3 – 0     | Peru | Estádio Tierra de Campeones, Iquique |
| 19:00       | Gerson 37' · Coutinho 39' (pen) · Wellington 83' | Relatório |      | Árbitro: URU Darío Ubriaco           |

| 20 de abril | Bolívia        | 1 – 0     | Paraguai | Estádio Tierra de Campeones, Iquique |
| 22:00       | Justiniano 11' | Relatório |          | Árbitro: VEN Giovanni Perluzzo       |

| 23 de abril | Colômbia               | 2 – 0     | Brasil | Estádio Tierra de Campeones, Iquique |
| 19:00       | Saiz 22' · Cardona 67' | Relatório |        | Árbitro: ARG Diego Abal              |

| 23 de abril | Paraguai                          | 2 – 1     | Peru       | Estádio Tierra de Campeones, Iquique |
| 22:00       | Domínguez 23' (pen) · Salinas 59' | Relatório | Zapata 70' | Árbitro: CHI Jorge Osorio            |

| 26 de abril | Paraguai  | 1 – 1     | Colômbia    | Estádio Tierra de Campeones, Iquique |
| 19:00       | Acuña 32' | Relatório | Cardona 89' | Árbitro: URU Darío Ubriaco           |

| 26 de abril | Bolívia    | 1 – 2     | Peru                         | Estádio Tierra de Campeones, Iquique |
| 22:00       | Méndez 73' | Relatório | Zapata 52' (pen) · Reyes 89' | Árbitro: ECU Daniel Salazar          |

| 29 de abril | Brasil                                  | 3 – 0     | Bolívia | Estádio Tierra de Campeones, Iquique |
| 19:00       | Dodô 50' · Wellington 55' · Romário 66' | Relatório |         | Árbitro: CHI Jorge Osorio            |

| 29 de abril | Colômbia                     | 2 – 1     | Peru    | Estádio Tierra de Campeones, Iquique |
| 22:00       | Ramos 14' (pen) · Robles 69' | Relatório | Rey 71' | Árbitro: ARG Diego Abal              |

### Grupo B
| Pos. | Seleção   | Pts | J | V | E | D | GP | GC | SG |
| ---- | --------- | --- | - | - | - | - | -- | -- | -- |
| 1    | Argentina | 10  | 4 | 3 | 1 | 0 | 8  | 2  | +6 |
| 2    | Uruguai   | 7   | 4 | 2 | 1 | 1 | 5  | 4  | +1 |
| 3    | Equador   | 5   | 4 | 1 | 2 | 1 | 4  | 3  | +1 |
| 4    | Chile     | 4   | 4 | 1 | 1 | 2 | 4  | 7  | -3 |
| 5    | Venezuela | 1   | 4 | 0 | 1 | 3 | 1  | 6  | -5 |

| 18 de abril | Argentina                        | 2 – 0     | Venezuela | Estádio Tierra de Campeones, Iquique |
| 19:00       | Espíndola 10' (pen) · Araujo 58' | Relatório |           | Árbitro: PER Víctor Hugo Carrillo    |

| 18 de abril | Chile              | 1 – 3     | Uruguai                               | Estádio Tierra de Campeones, Iquique |
| 22:00       | González 83' (pen) | Relatório | Barreto 35' (pen), 55' · Gallegos 79' | Árbitro: COL Francisco Peñuela       |

| 21 de abril | Venezuela | 0 – 2     | Equador              | Estádio Tierra de Campeones, Iquique |
| 19:00       |           | Relatório | Celi 62' · Tello 87' | Árbitro: BOL Joaquín Antequera       |

| 21 de abril | Chile             | 1 – 3     | Argentina                                      | Estádio Tierra de Campeones, Iquique      |
| 22:00       | González 6' (pen) | Relatório | Villalva 10' · Araujo 63' · González Pirez 67' | Público: 8,000 Árbitro: BRA Evandro Roman |

| 24 de abril | Argentina    | 1 – 1     | Equador        | Estádio Tierra de Campeones, Iquique |
| 19:00       | Villalva 19' | Relatório | de la Cruz 57' | Árbitro: PAR Carlos Galeano          |

| 24 de abril | Venezuela | 0 – 1     | Uruguai      | Estádio Tierra de Campeones, Iquique |
| 22:00       |           | Relatório | Laureiro 23' | Árbitro: PER Víctor Hugo Carrillo    |

| 27 de abril | Uruguai | 0 – 2     | Argentina                   | Estádio Tierra de Campeones, Iquique |
| 19:00       |         | Relatório | Araujo 11' · Villalva 90+1' | Árbitro: COL Francisco Peñuela       |

| 27 de abril | Chile     | 1 – 0     | Equador | Estádio Tierra de Campeones, Iquique          |
| 22:00       | Andia 87' | Relatório |         | Público: 5,000 Árbitro: BOL Joaquín Antequera |

| 30 de abril | Uruguai          | 1 – 1     | Equador              | Estádio Tierra de Campeones, Iquique |
| 19:00       | de los Santos 2' | Relatório | de la Cruz 23' (pen) | Árbitro: PER Víctor Hugo Carrillo    |

| 30 de abril | Chile        | 1 – 1     | Venezuela      | Estádio Tierra de Campeones, Iquique       |
| 22:00       | Dittborn 28' | Relatório | Centofanti 45' | Público: 7,000 Árbitro: PAR Carlos Galeano |

## Fase final

### Quadrangular pelo 3º e 4º lugar
| Pos. | Seleção  | Pts | J | V | E | D | GP | GC | SG |
| ---- | -------- | --- | - | - | - | - | -- | -- | -- |
| 1    | Uruguai  | 7   | 3 | 2 | 1 | 0 | 6  | 2  | +4 |
| 2    | Colômbia | 6   | 3 | 2 | 0 | 1 | 5  | 3  | +2 |
| 3    | Bolívia  | 4   | 3 | 1 | 1 | 1 | 6  | 4  | +2 |
| 4    | Equador  | 0   | 3 | 0 | 0 | 3 | 2  | 10 | -8 |

| 3 de maio | Uruguai     | 1 – 1     | Bolívia          | Estádio Tierra de Campeones, Iquique          |
| 19:00     | Barreto 78' | Relatório | Justiniano 90+1' | Público: 2,000 Árbitro: VEN Giovanni Perluzzo |

| 3 de maio | Colômbia                   | 3 – 0     | Equador | Estádio Tierra de Campeones, Iquique     |
| 22:00     | Cardona 1', 27', 40' (pen) | Relatório |         | Público: 2,000 Árbitro: CHI Jorge Osorio |

| 6 de maio | Colômbia | 0 – 2     | Uruguai                  | Estádio Tierra de Campeones, Iquique |
| 19:00     |          | Relatório | Gallegos 26' · Arias 68' | Árbitro: PAR Carlos Galeano          |

| 6 de maio | Equador        | 1 – 4     | Bolívia                                     | Estádio Tierra de Campeones, Iquique             |
| 22:00     | Villaprado 73' | Relatório | Álvarez 29', 35' · Galindo 65' · Castro 74' | Público: 3,000 Árbitro: PER Víctor Hugo Carrillo |

| 9 de maio | Bolívia    | 1 – 2     | Colômbia                        | Estádio Tierra de Campeones, Iquique     |
| 16:45     | Álvarez 7' | Relatório | Cardona 31' (pen) · Burbano 41' | Público: 4,000 Árbitro: CHI Jorge Osorio |

| 9 de maio | Equador     | 1 – 3     | Uruguai                           | Estádio Tierra de Campeones, Iquique   |
| 19:00     | Caicedo 79' | Relatório | Barreto 35' (pen) · Luna 53', 58' | Público: 2,000 Árbitro: ARG Diego Abal |

### Final
| 9 de maio | Argentina                                | 2 – 2     | Brasil                    | Estádio Tierra de Campeones, Iquique          |
| 21:15     | González Pirez 65' · Espíndola 88' (pen) | Relatório | Zezinho 4' · Coutinho 56' | Público: 5,000 Árbitro: BOL Joaquín Antequera |

|                                                                             |       | Penalidades                                                                       |  |
| Araujo Villalva Rotondi Orfano Espíndola Olid Apaza Martínez Marín Krupszky | 5 – 6 | João Pedro Gerson Zezinho Coutinho Wellington Fernando Carlão Mauricio Wellington |  |

## Premiação
| Campeonato Sul-Americano Sub-17 de 2009 |
| Brasil                                  |
| --------------------------------------- |
| BRASIL Tricampeão (9º título)           |

## Artilharia
| 7 gols (1) - COL Edwin Cardona 4 gols (1) - URU Gonzalo Barreto 3 gols (4) - BOL Gilbert Álvarez - BRA Philippe Coutinho - ARG Daniel Villalva - ARG Sergio Araujo 2 gols (10) - ARG Esteban Espíndola - ARG Leandro González Pirez - BOL Leonel Justiniano - BRA Wellington - BRA Zezinho - CHI Alex González - ECU Jonathan de la Cruz | 2 gols (continuação) - PER Renato Zapata - URU Adrián Luna - URU Sebastián Gallegos 1 gol (28) - BOL Alejandro Méndez - BOL Carlos Castro - BOL Carlos Mendoza - BOL Samuel Galindo - BRA Carlão - BRA Dodô - BRA Felipinho - BRA Gerson - BRA Romário - CHI Enzo Andria - CHI Santiago Dittborn - COL Carlos Julio Robles | 1 gol (continuação) - COL Faider Burbano - COL Juan Camilo Saiz - COL Jorge Luis Ramos - ECU Esteban Villaprado - ECU Kevin Tello - ECU Luis Celi - ECU Richard Caicedo - PAR Fernando Acuña - PAR Jorge Salinas - PAR Julio Domínguez - PER Deyair Reyes - PER Johan Rey - URU José Bernardo Laureiro - URU Luis Miguel de los Santos - URU Ramón Arias - VEN Rafaelle Centofanti |